# Корешов, Георгий Михайлович
Георгий Михайлович Корешов (14 ноября 1913 года, Владивосток — 26 мая 1943 года) — русский советский поэт, прозаик. Участник Великой Отечественной войны. В своих произведениях разрабатывал морскую тему.

## Биография
Георгий Михайлович Корешов родился 14 ноября 1913 года во Владивостоке в семье военного. Его отец, Михаил Корешов, был офицером царской армии, проходил службу в Приморском крае на острове Русском. С 1915 года служил на германском фронте Первой мировой войны командиром пулеметной роты, получил тяжелое ранение, умер в госпитале. Сына Георгия, воспитывала мать, Нина Николаевна Корешова. После войны она долгое время работала библиотекарем в Дальневосточном государственном техническом университете (ДВПИ). Семья жила во Владивостоке.
Закончив учебу в 9-й Владивостокской школе, Георгий Михайлович стал работать разносчиком газет, портовым грузчиком, матросом торгового флота. Позже у Г. Корешова появился интерес к журналистике. Он работал корреспондентом радиокомитета, газеты «Красное знамя», писал статьи, заметки, очерки, репортажи. Некоторое время работал моряком на пароходах «Вьюга», «Томск».
В 1941 году Корешов подготовил к печати сборник стихотворений, издать которые помешала война. Добровольцем писатель ушёл на фронт, служил автоматчиком в морской пехоте. С февраля 1942 года воевал в Подмосковье, потом — на Сталинградском фронте. В 1943 году в боях за город Ростов-на-Дону получил тяжелое ранение и умер 26 мая 1943 года в госпитале. Похоронен в ст. Орловская Ростовской области на местном кладбище.

## Творчество
Литературное творчество Корешова началось с написания рассказов и очерков, первые из которых были изданы в 1933 году в журнале «Будущая Сибирь». Его первым рассказом был — «Чайво-мару». В последующем его произведения публиковались в журналах «Будущая Россия» (рассказ «Непредусмотренные обстоятельства»), «На рубеже» (рассказ «Последняя пуля»), «Новая Сибирь», альманахе «Молодость», в дальневосточной и сибирской прессе.
От рассказов и очерков писатель перешёл к стихотворениям. Темой его стихотворений была любовь к Приморью и его жителям, духовная красота человека, героизм соотечественников.
В 1939 году в журнале «Молодая гвардия» был опубликован цикл его произведений «Песни моряка». С этого времени он отдавал предпочтение морской теме.
Перед Великой Отечественной войной в своих стихах Корешов описывал боевую историю народа, партизан-дальневосточников. В 1941 году он успел подготовить к печати книгу своих стихов и ушёл на фронт. Там он между боями писал во фронтовые газеты, изучал литературную жизнь Приморья.
В 1946 году в Приморском книжном издательстве вышла его книга «Океанский ветер», его произведения неоднократно переиздавались и в последующие годы.